# دانیل میلانوویچ
دانیل میلانوویچ (انگلیسی: Daniel Miljanović؛ زادهٔ ۱۱ آوریل ۲۰۰۱) بازیکن فوتبال اهل سوئد است.
از باشگاه‌هایی که در آن بازی کرده‌است می‌توان به باشگاه فوتبال اسکیلستونا اشاره کرد.
وی همچنین در تیم‌های ملی فوتبال Sweden national under-17 football team, Sweden national futsal team، و Sweden national under-19 football team بازی کرده‌است.